# جوني غريفيث (عازف بيانو)
جوني غريفيث (بالإنجليزية: Johnny Griffith)‏ هو عازف بيانو أمريكي، ولد في 10 يوليو 1936 في ديترويت في الولايات المتحدة، وتوفي بنفس المكان في 10 نوفمبر 2002 بسبب نوبة قلبية.

## وصلات خارجية
- جوني غريفيث على موقع IMDb (الإنجليزية)
- جوني غريفيث على موقع ميوزك برينز (الإنجليزية)
- جوني غريفيث على موقع أول ميوزيك (الإنجليزية)
- جوني غريفيث على موقع ديسكوغز (الإنجليزية)
- جوني غريفيث على موقع قاعدة بيانات الفيلم (الإنجليزية)